# ییتکوو
ییتکوو (به چکی: Jitkov) یک منطقهٔ مسکونی در جمهوری چک است که در ناحیه هاولیتشکوف برود واقع شده‌است. ییتکوو ۴٫۵۶ کیلومتر مربع مساحت و ۲۳۴ نفر جمعیت دارد و ۵۳۸ متر بالاتر از سطح دریا واقع شده‌است.